# ごめんやす馬場章夫のボラボラわーるど
ごめんやす馬場章夫のボラボラわーるど（ごめんやすばんばふみおのぼらぼらわーるど）は毎日放送ラジオ（MBSラジオ）のラジオ番組。2003年10月4日から2005年3月19日まで毎週土曜日 11:30 - 13:30に放送した。

## 概要
1972年10月から2003年9月まで放送された平日帯ワイド番組『ごめんやす馬場章夫です（平日版）』を週1回放送の生ワイド番組としてリニューアル。パーソナリティの馬場章夫と共にアシスタントの鳥居睦子も続投した。番組タイトルの“ボラボラ”とは馬場の造語で「好奇心を持ちながらブラブラする」というニュアンスが込められている。
当番組でも平日版と同じく、馬場が自ら取材した内容を取材音源を交えながら報告するスタイルを継続。当番組は遠隔地や泊まりがけの取材など、平日版では難しかった企画に取り組むことが多かった。ニュース、お天気のお知らせ、交通情報、CM、著作権に抵触する部分を除いた放送音源を放送後に公式サイトからオンデマンド形式で配信（配信期間は原則として放送後1ヶ月）した。2004年9月4日、開港10周年を迎えた関西国際空港から生放送を実施した。平日版と同様に毎日放送ラジオで選抜高校野球の全試合を中継する期間中は原則として放送を休止した。
2005年3月19日の放送で終了。毎日放送ラジオで平日版から32年半（8009回）に渡って放送した馬場の生ワイド番組の歴史に終止符が打たれた。馬場は当番組終了後の2005年4月から同局の番組『ラジオの達人』（火～金曜午前1:00 - 4:30、最終放送時）で木曜日「JOBBB 馬場章夫のボラボラ放送局」パーソナリティを務めた。平日版『ごめんやす』以前にパーソナリティを務めた「チャチャヤング」（月曜日）以来、32年半（33年間）振りに深夜番組への出演を再開した。『ラジオの達人』は2008年3月で終了したが当番組で放送した企画の一部は馬場が一家で運営するインターネットラジオ「JOBBBラジオ　ボラボラ大冒険!」に引き継がれている。

## 出演者
- 馬場章夫
- 鳥居睦子